# Optimist (zeilboot)
De Optimist is een eenmans jeugdzeilboot. Optimisten hebben een spriettuig, een zeiloppervlakte van 3,5 m² en zijn 2,30 m lang en 1,15 m breed. De boot is eenvoudig zelf te bouwen. 
De Optimist wordt veel in zeilscholen gebruikt als eerste boot waar kinderen mee leren zeilen. Tegenwoordig zijn de meeste optimisten van polyethyleen of van glasvezelversterkt polyester gemaakt, maar ze kunnen ook van hout zijn. De mast, giek en spriet zijn meestal van aluminium gemaakt, het zwaard en roer van glasvezelversterkt epoxy. Maar ook deze kunnen van hout zijn.
Wereldwijd zetten kinderen ook hun eerste stappen in het wedstrijdzeilen in een Optimist.  De Optimistklasse is de grootste wedstrijdklasse, zowel nationaal als internationaal. Kinderen mogen wedstrijdzeilen in de Optimist tot en met het kalenderjaar waarin ze vijftien worden. Daarna stappen ze vaak over op een andere eenmans jeugdzeilboot zoals de Splash, de Europe of de Laser.

## Historie
De Optimist is meer dan 50 jaar geleden in de Verenigde Staten voor het eerst gebouwd als goedkope zeepkist op het water voor een jeugdzeilvereniging die Optimist heette. Nu wordt de Optimist in een modernere stijl gebouwd, en niet meer van hout.
In 1968 namen veertien landen deel aan de eerste wereldkampioenschappen in deze zeilklasse, in 2023 namen 248 zeilers uit 54 landen deel. 

## Wedstrijdzeilen
Kinderen die zeilen als sport kunnen wedstrijden doen. Het startschip met een grote vlaggenmast, waar verschillende vlaggen aan hangen die de minutenseinen, overtredingen of andere mogelijkheden aangeven. Voor een wedstrijdoptimist is een zeiltje met een nummer nodig, zodat het comité onderscheid kan maken tussen de boten. 

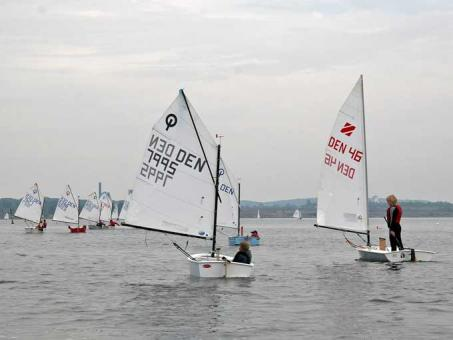
Optimisten (links), rechts een Zoom 8

Voor een wedstrijdoptimist is uitgebreid omschreven aan welke voorwaarden die moet voldoen: zowel qua materiaal van romp, zeil, tuigage als van gewicht en afmetingen van verschillende onderdelen. Deze regels zijn vastgelegd door het IODA (International Optimist Dinghy Association). Op die manier is het vooral de kwaliteit van zeiler en minder die van het materiaal die bepaalt wie wint.